# Calfa
Calfa è un comune della Moldavia situato nel distretto di Anenii Noi di 1.797 abitanti al censimento del 2004

## Località
Il comune è formato dall'insieme delle seguenti località:
- Calfa (1.600 abitanti)
- Calfa Nouă (197 abitanti)